# Əşrəf Aşirov
Əşrəf Nail oğlu Aşirov (Qazax, 1º gennaio 2001) è un lottatore azero, specializzato nella lotta libera.

## Palmarès
| Anno | Manifestazione   | Sede     | Evento | Risultato | Note |
| ---- | ---------------- | -------- | ------ | --------- | ---- |
| 2018 | Mondiali cadetti | Zagabria | 71 kg  | 8º        |      |
| 2019 | Mondiali junior  | Tallinn  | 70 kg  | 5º        |      |
| 2021 | Europei          | Varsavia | 74 kg  | 17º       |      |
| 2021 | Europei U23      | Skopje   | 74 kg  | 5º        |      |
| 2021 | Mondiali junior  | Ufa      | 79 kg  | Argento   |      |
| 2021 | Mondiali         | Oslo     | 79 kg  | 12º       |      |
| 2021 | Mondiali U23     | Belgrado | 79 kg  | 5º        |      |
| 2022 | Europei U23      | Plovdiv  | 79 kg  | Bronzo    |      |
| 2022 | Europei          | Budapest | 79 kg  | Argento   |      |